# 회상 (1974년 영화)
"회상"은 한국에서 제작된 이성구 감독의 1974년 영화이다. 김진규 등이 주연으로 출연하였고 황영실 등이 제작에 참여하였다.

## 출연

### 주연
- 김진규
- 이대엽
- 주증녀